# 애너 캐스린 홀브룩
애나 홀브룩(Anna Holbrook, 1956년 4월 18일 ~ )은 미국의  배우이다.
페어뱅크스에서 태어났다.

## 영화
- Law & Order : 성범죄전담반 1 (1999년)
- 아이 러브 트러블 (1994년)
- 법과 질서 (1990년)
- 달려라 벤지 (1983년)
- 원 라이프 투 리브 (1968년)